# Autovía Imabari-Komatsu

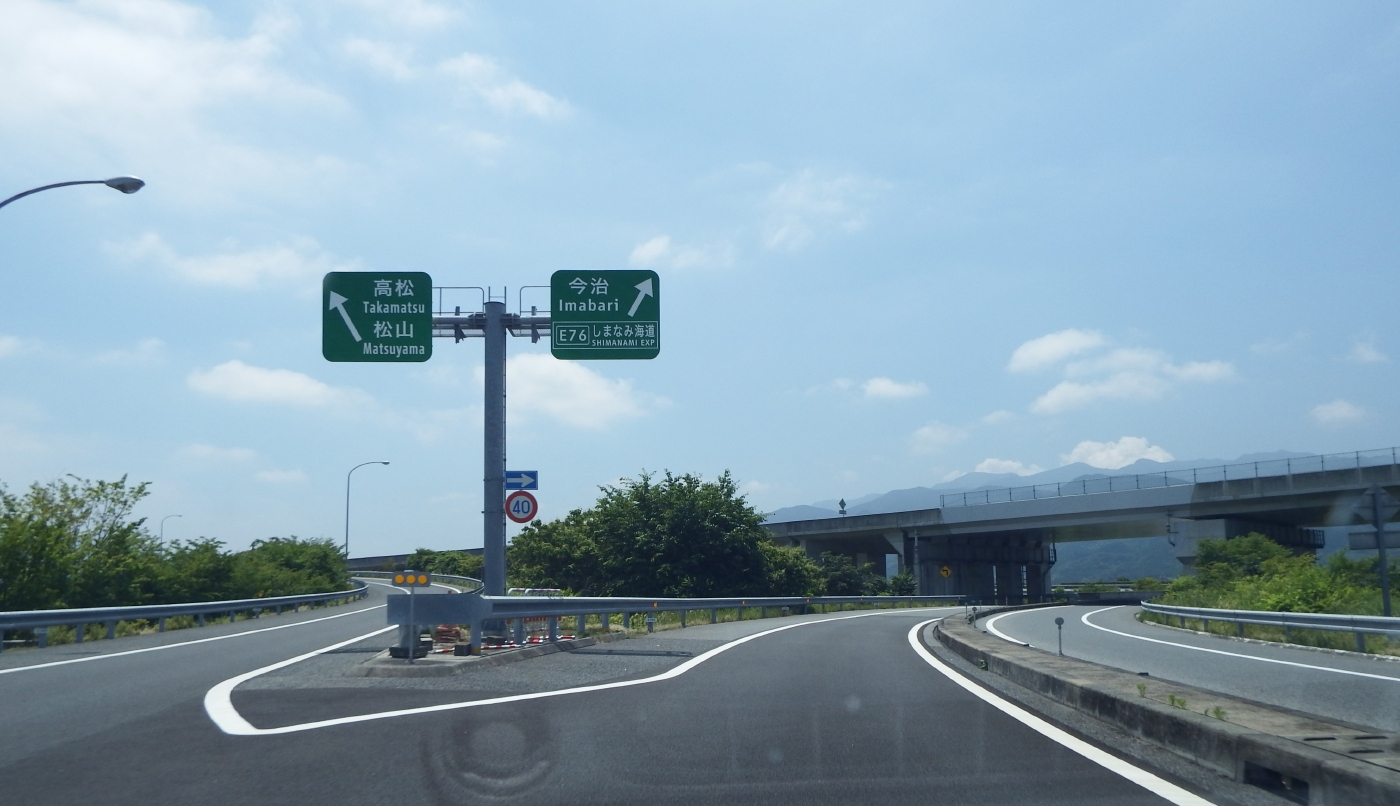
Autovía Imabari-Komatsu

La autovía Imabari-Komatsu (今治小松自動車道 Imabari-Komatsu Jidōshadō?) es una autovía que se extiende desde el intercambiador Imabari de la autovía de Nishiseto en la ciudad de Imabari hasta el empalme Iyokomatsu de la ciudad de Saijo, en donde empalma con la autovía de Matsuyama. Tiene una extensión total de 23,3 km, y se la considera como complemento de la ruta nacional 196.

## Historia
- 1999: el 31 de julio se inaugura el tramo Intercambiador Toyotanbara ～ Emapalme Iyokomatsu, aunque el Intercambiador Iyokomatsukita estaba inconcluso.
- 2001: el 9 de julio se inaugura el tramo Intercambiador Imabari-Yunoura (今治湯ノ浦インターチェンジ Imabari-Yuno'ura Intāchenji?) ～ Intercambiador Toyotanbara. Se habilita el Intercambiador Iyokomatsukita.

## Intercambiadores

### Ruta Nacional 196 (Ruta Imabari)
- 13: Intercambiador Imabari (Autovía de Nishiseto, Bypass Imabari de la Ruta Nacional 196).
- Peaje: Puesto de Peaje de Imabari [proyectado]
- 14: Intercambiador Imabari-Asakura (今治朝倉インターチェンジ Imabari-Asakura Intāchenji?) [proyectado]
- 15: Intercambiador Imabari-Yunoura (Bypass Imabari de la Ruta Nacional 196).

### Ruta Nacional 196 (Ruta Imabari-Komatsu)
- 15: Intercambiador Imabari-Yunoura (Bypass Imabari de la Ruta Nacional 196).
- 16: Intercambiador Toyo-Tanbara
- 17: Intercambiador Iyo-Komatsu Kita (Bypass Komatsu de la Ruta Nacional 11).
- (11): Emapalme Iyo-Komatsu (Autovía de Matsuyama).

※ El número de intercambiador es el orden correspondiente tomando como base el Intercambiador Nishiseto-Onomichi (西瀬戸尾道インターチェンジ Nishiseto-Onomichi Intāchenji?) de la Autovía de Nishiseto.

## Ciudades que atraviesa
Prefectura de Ehime
- Imabari
- Saijo